# Германска съпротива срещу нацизма
Германската съпротива срещу нацизма (Widerstand gegen den Nationalsozialismus) е опозиция от отделни хора и малки групи в Германия срещу Адолф Хитлер или Националсоциалистическия режим между 1933 и 1945 година.
Някои от тях разработват планове за действие за премахването на Адолф Хитлер от власт и за свалянето на режима му. Кулминационната точка се достига при заговора от 20 юли за покушение срещу Хитлер през 1944 г.
Терминът „германска съпротива“ не трябва да се разбира в смисъл, че в Германия е имало обединено съпротивително движение по време на нацизма, аналогично на Френската съпротива или Италианската съпротива. Германската съпротива се състои от малки и обикновено изолирани групи. Те са били неспособни да мобилизират политическата опозиция, и единствената им реална стратегия е била да убеди лидерите на Вермахта, за да организират преврат срещу режима: опитът за покушение срещу Хитлер от 1944 г. е бил именно с цел да постави началото на такъв преврат.